# Parasthenias fulvotomentosus
Parasthenias fulvotomentosus là một loài bọ cánh cứng trong họ Cerambycidae.